# هریسون گری اوتیس
هریسون گری اوتیس (به انگلیسی: Harrison Gray Otis) سناتور سابق عضو حزب فدرالیست بود. وی در سال ۱۸۱۷ تا ۱۸۲۲ میلادی سناتور ایالت ماساچوست در سنای ایالات متحده آمریکا بود.

## نگارخانه

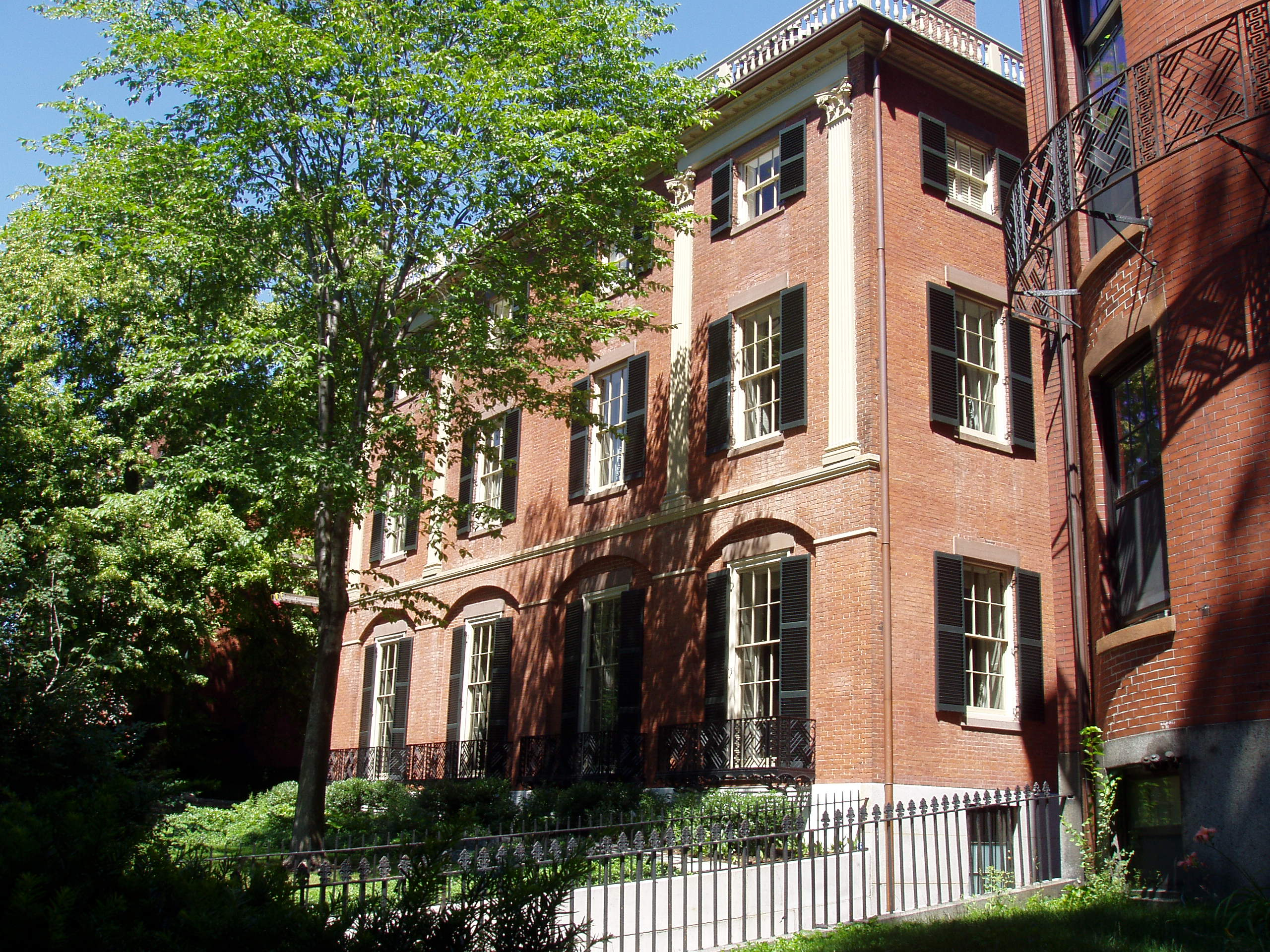
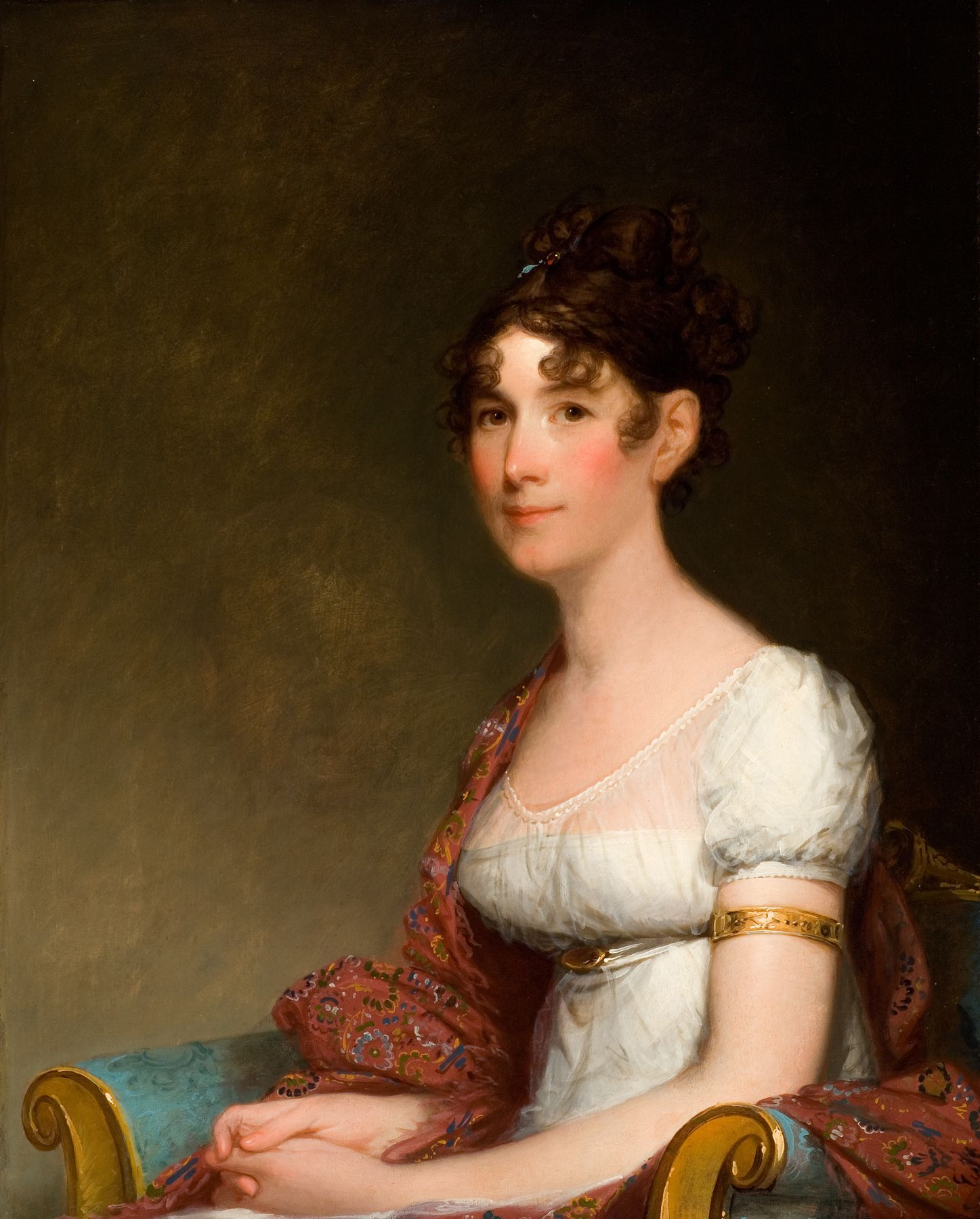
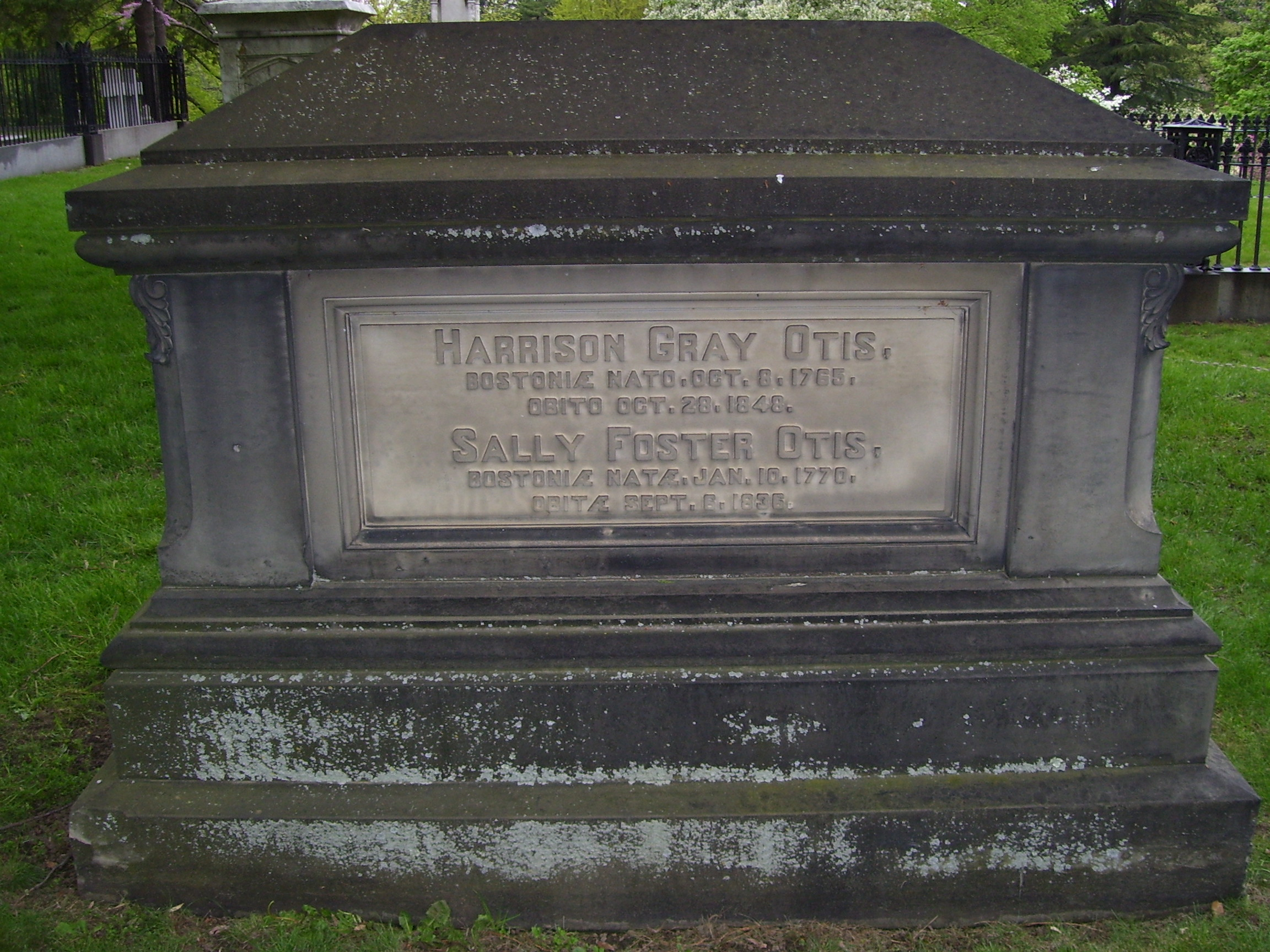